# Triângulo de Palliser

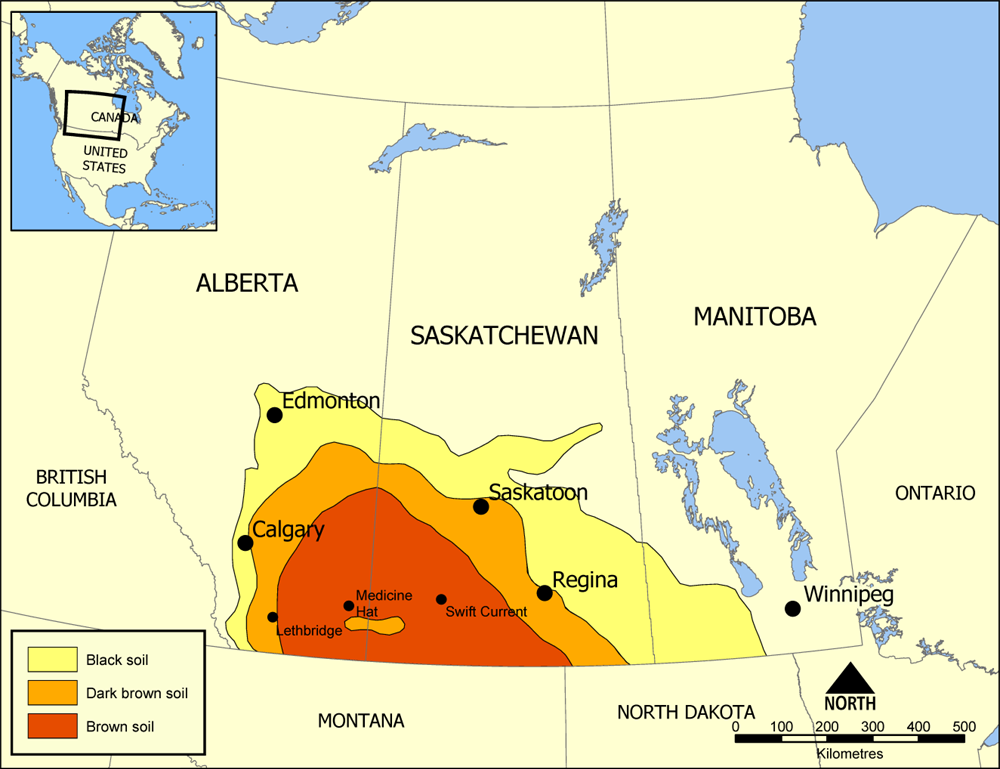
Mapa com a área de abrangência do Triângulo de Palliser.

Triângulo de Palliser é uma grande estepe semiárida que se estende por grandes áreas nas províncias canadenses de Alberta e Saskatchewan e parte de Manitoba, considerada imprópria para a agricultura em função de seu clima desfavorável. O solo nessa área é marrom-escuro ou preto e muito rico em nutrientes. No entanto, a semiaridez da região fez com que a área seja difícil de cultivar.

## História
A área recebeu o nome em referência a John Palliser, líder da expedição que fez o levantamento geográfico do oeste do Canadá entre 1857 e 1859, a primeira feita na região. Palliser logo constatou que se tratava de uma terra seca sem árvores; assim, pensou que seria inadequada para atividades agrícolas. Poucos anos mais tarde, John Macoun, um funcionário do governo, considerou que a região seria boa para plantar trigo e a anunciou assim para que os imigrantes nela se instalassem. O triângulo começou a ser ocupado pela atividade agrícola no início do século XX.

## Agropecuária
Por muitos anos, a região foi atrativa para a agropecuária. O solo arenoso com cobertura de gramíneas suportava a pecuária e embora a precipitação fosse leve, a época mais chuvosa do ano era o final da primavera e o início do verão (quando as plantas mais precisam de umidade). Muitos rancheiros americanos traziam o gado em direção ao norte para pastar no triângulo. Mas logo, entretanto, boa parte da região já estava enfraquecida pelo sobrepastoreio, com várias cidades-fantasmas.

## Agricultura
Por algum tempo, os resultados foram bons, mas uma combinação de clima mais seco e práticas agrícolas ruins e inadequadas transformaram a região numa "bacia de poeira" (análogo e contemporâneo ao fenômeno do Dust Bowl nos Estados Unidos) na década de 1930, contribuindo para que o Canadá mergulhasse na Grande Depressão. Técnicas agrícolas modernas e uma sequência de anos mais chuvosos ajudaram a restabelecer a área como região agricultável relevante; no entanto, a atividade agrícola sempre foi precária. A borda setentrional do triângulo possui solo negro - as fazendas em torno das cidades de Edmonton e Saskatoon são notáveis pelo solo.

## Cinturão fértil
Ainda que o Triângulo de Palliser designasse terras sem recursos para o assentamento, John Palliser também descobriu o cinturão fértil. O significado do cinturão fértil foi o de que uma região rica com solo agricultável poderia permitir o desenvolvimento de atividades agrícolas.